# Перикола (оперетта)
«Перико́ла» («Птички певчие», фр. La Périchole) — опера-буфф, или оперетта, в трёх актах и четырёх картинах французского композитора Жака Оффенбаха на либретто Анри Мельяка и Людовика Галеви (на французском языке), перекликается с пьесами сборника «Театр Клары Газуль» (1825) Проспера Мериме.

## Премьеры спектакля
В первой редакции произведение состояло из двух актов и было впервые исполнено 6 октября 1868 года в Театре Варьете в Париже, с Гортензией Шнейдер в главной роли и Хосе Дюпюи в роли Пикилло.
Вне Франции «Перикола» была впервые показана:
- 5 декабря 1868 года — в Брюсселе,
- 4 января 1869 года — в Нью-Йорке, Pike’s Opera House[англ.],
- 9 января 1869 года — в Вене,
- 6 февраля 1869 года — в Стокгольме,
- 27 июня 1870 года — Лондоне, Princess’s Theatre[англ.].

В 1869 году оперетта была впервые исполнена в России французской труппой в театре В. Берга в Санкт-Петербурге, а затем 26 ноября 1869 года — в петербургском Александринском театре на русском языке под названием «Птички певчие». Кроме того, премьеры были в Южной Америке: в 1869 году — в Рио-де-Жанейро, а в 1870 — в Буэнос-Айресе.
25 апреля 1874 года состоялась премьера трёхактной редакции этой оперетты, в том же театре и с теми же актёрами в главных ролях: Шнайдер и Дюпюи. 9 марта 1877 года в возрождённой второй редакции в Театре Варьете главную роль исполняла Анна Жюдик. Затем, вплоть до 1895 года, «Перикола» исчезла с парижской сцены, хотя регулярно с тех пор ставилась во Франции.

## Действующие лица

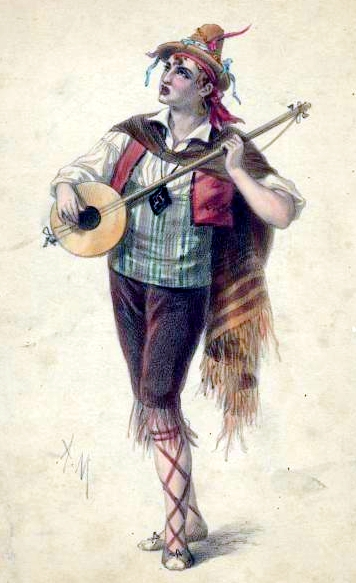
Хосе Дюпюи в роли Пикилло

- La Périchole — Перикола, уличная певица, сопрано
- Piquillo — Пикилло (Пикильо), уличный певец, тенор
- Don Andrès de Ribeira — Дон Андре де Рибейра, вице-король Перу, баритон
- Don Miguel de Panatellas — Дон Мигель де Панателла, камергер, тенор
- Don Pedro de Hinoyosa — Дон Педро де Гимойоза, губернатор Лимы, баритон
- Guadalena — Гвадалена, первая сестра-трактирщица, сопрано
- Berginella — Бергинелла, вторая сестра-трактирщица, сопрано
- Mastrilla — Мастрилла, третья сестра-трактирщица, меццо-сопрано
- Manuelita — Мануэлита, первая фаворитка, сопрано
- Ninetta — Нинетта, вторая фаворитка, сопрано
- Brambilla — Брамбилла, третья фаворитка, меццо-сопрано
- Frasquinella — Фрасквинелла, четвёртая фаворитка, меццо-сопрано
- Marquis de Tarapote
- Premier notaire — первый нотариус
- Deuxième notaire — второй нотариус
- Le marquis de Santarem — Маркиз де Сантарен, старый узник
- Un geôlier — Тюремщик

Хор: перуанцы, перуанки, солдаты, комедианты, гости на балу, придворные и лакеи.
Действие происходит в столице Перу Лиме в XVIII веке.

### Исполнители
Исполнителями главных ролей за историю существования оперетты были в том числе следующие актёры:
- Перикола: М. Викс, А. Жюдик, Н. Исакова, З. Кронеберг, Т. Янко и др.
- Пикилло: Н. Арди, Н. Глазков, А. Дедик, М. Лентовский, Н. Рубан, Н. Сазонов, Н. Синельников и др.

## Экранизации
- Перикола (фильм) — Ленфильм, 1984